# The Shepherd: Border Patrol
The Shepherd: Border Patrol (Brasil: Operação Fronteira / Portugal: Fronteira Explosiva) é um filme de ação norte-americano dirigido por Isaac Florentine e estrelado por Jean-Claude Van Damme, Stephen Lord, Natalie J. Robb, Gary McDonald e Scott Adkins. Foi lançado diretamente em DVD nos EUA em 4 de março de 2008, e no Brasil em 7 de março de 2008.
No filme Jean-Claude Van Damme faz o papel de um detetive de Nova Orleães que aceita um trabalho na fronteira dos Estados Unidos e descobre que os novos traficantes de drogas são ex-militares americanos.